# Cryptophleps rothii
Cryptophleps rothii är en tvåvingeart som beskrevs av Couturier 1978. Cryptophleps rothii ingår i släktet Cryptophleps och familjen styltflugor. Inga underarter finns listade i Catalogue of Life.